# Leucoloma siamense
Leucoloma siamense är en bladmossart som beskrevs av Brotherus 1901. Leucoloma siamense ingår i släktet Leucoloma och familjen Dicranaceae. Inga underarter finns listade i Catalogue of Life.